# Локти (Глухониколаевское сельское поселение)
Локти — деревня в Нижнеомском районе Омской области. Входит в состав Глухониколаевского сельского поселения.

## История
Основана в 1750 г. В 1928 г. село Локти (п.б.) состояло из 159 хозяйств, основное население — русские. В составе Локтевского сельсовета Калачинского района Омского округа Сибирского края.

## Население
| 2010 |
| ---- |
| 133  |